# پارک و باغ گیلد
پارک و باغ گیلد (انگلیسی: Guild Park and Gardens) یک پارک عمومی در ناحیه اسکاربرو، تورنتو تورنتو، انتاریو، کانادا است.